# Mesário
No Brasil, mesário é uma pessoa física convocada para trabalhar nas eleições, representando a justiça eleitoral. Ele fica na mesa receptora e pode ocupar diversas funções. Além de manter a regularidade e a ordem na sua seção (podendo recorrer se for necessário a agentes da autoridade), ele pode exercer o cargo de Presidente, Primeiro e Segundo Mesários, Secretários ou Suplente.
O sistema de votação eleitoral é feito digitalmente no Brasil desde 1994, a partir da urna eletrônica. O mesário tem como função, preparar a urna para o início da votação e encerrá-la ao final do turno. Ele recolhe o registro de votos da máquina, o Boletim de Urna, que é um documento que compõe os votos registrados durante toda a votação, incluindo também aqueles votos que podem ser brancos e nulos. O boletim também mostra o total de eleitores ativos que votaram, a hora de encerramento do período de votação e a localização da zona e seção eleitoral da urna eletrônica em questão. Após este processo de votação, o registro eleitoral é recolhido e arquivado em um dispositivo digital que será levado aos cartórios eleitorais, onde os dados codificados, serão transmitidos ao Tribunal Regional Eleitoral (TRE). Esta transmissão é dada através de uma rede virtual reservada da Justiça Eleitoral. Este processo também acontece nos municípios mais distantes e nas aldeias indígenas, todas essas informações são enviadas por satélite. O processo eletrônico pode ser considerado o mais seguro e confiável método de contagem de votos atualmente, pois só assim é possível contabilizar corretamente os votos de cada região do país, sem que ocorra qualquer tipo de fraude. Outra vantagem, é de que por ter este sistema monitorado e seguro através da tecnologia, é possível obter o resultado da eleição algumas horas após o término do período eleitoral.

## Presidente:
- Recepciona os eleitores;
- Soluciona problemas e responde dúvidas que os eleitores possam ter;
- Controla a entrega das senhas;
- Comunica as ocorrências ao Juiz Eleitoral;
- Envia os papéis usados no decorrer da recepção dos votos para a Junta Eleitoral;
- Escreve o nome dos eleitores que não compareceram na folha de votação;
- Autentica as cédulas oficiais, rubricando-as e ordenando-as de acordo com as orientações do Tribunal Superior Eleitoral;

## Primeiro e segundo mesários:
- Assina documentos juntamente com os outros integrantes da mesa receptora;
- Entrega a ata da eleição, as cédulas e as sobrecartas ao Juiz Eleitoral (o Presidente da Mesa também pode fazer essa função);
- Quando o Tribunal Eleitoral Superior autoriza que a mesa faça a contagem dos votos, os Mesários são nomeados escrutinadores da Junta;
- Tanto o primeiro quanto o segundo mesário podem exercer o papel do Presidente caso este esteja ausente.

## Secretários:
- redige a ata da eleição;
- Controlar a entrada e a movimentação das pessoas na seção
- faz a distribuição das senhas de entrada aos eleitores, seguindo a ordem numérica;
- cumpre qualquer outra função que tenha sido estipulada no seu treinamento.[4]

## Suplente
Este deverá conhecer os deveres e funções dos elementos da mesa, para que possa substituir qualquer um deles, caso seja necessário.
Os mesários tem por atribuição comparecer com antecedência (antes das 08 horas) à sua própria seção eleitoral, votando e, em seguida, sentando-se à mesa composta de quatro ou cinco elementos previamente convocados pelo Juiz Eleitoral.
Os eleitores recebem do mesário a permissão para votar após conferido no livro a veracidade do título de eleitor e, só então, entram para a cabine de votação, hoje simplificada por um papelão e a urna eletrônica. Após votar, o eleitor volta ao mesário para pegar seu título já referendado e recebe um pequeno canhoto confirmando que votou na eleição. Os mesários podem indicar outras pessoas à Justiça Eleitoral para exercer o ofício nas eleições subsequentes através da ficha de participação, que tem por intuito avaliar a zona eleitoral do participante, assim como o andamento da sessão eleitoral. Terminada a votação, às 17 horas, os mesários fecham as urnas e as encaminham para o Tribunal Regional Eleitoral, para apuração das eleições.

## Critérios

### Processo seletivo
Os mesários selecionados recebem uma carta convocatória da Justiça Eleitoral via Correios ou por email . Além disso também é possível verificar a lista com o nome de todos os convocados no Diário Oficial, na lista oficial dos cartórios eleitorais .
Caso a vontade em exercer o dever para com o Estado seja contrária, é possível apresentar recusa justificada à nomeação em até 5 dias a contar de sua intimação, salvo se o motivo ocorrer depois desse período. Sendo apresentadas razões e, se possível, comprovante da impossibilidade de atendimento à convocação. Cabe ao juiz eleitoral a análise e o consentimento ou não de sua solicitação de dispensa. A dispensa só ocorre em casos excepcionais, pois o serviço eleitoral, conforme a legislação, tem preferência sobre qualquer outro. Há também a possibilidade de se espontâneamente ao TRE.

### Vantagens
Além de contribuir com o processo político eleitoral, o mesário tem direto a duas folgas por dia no trabalhado e a folga também vale para eventuais treinamentos. Possui preferência no desempate em alguns concursos públicos (desde que previsto em edital), pode utilizar as horas em que atuou como mesário como horas de atividades extracurriculares complementares e auxílio-alimentação para o dia da eleição.

### Treinamento
Antes das eleições os mesários são convocados para realizarem um treinamento com o objetivo de capacitar os mesários para desempenhar as suas atividades necessárias no dia da eleição. Entre as atividades estão inclusas: o manuseio da urna eletrônica, conferir todo o material de votação, identificar o nome do eleitor, colher a sua assinatura e aturoriza-lo a votar, entre outras.

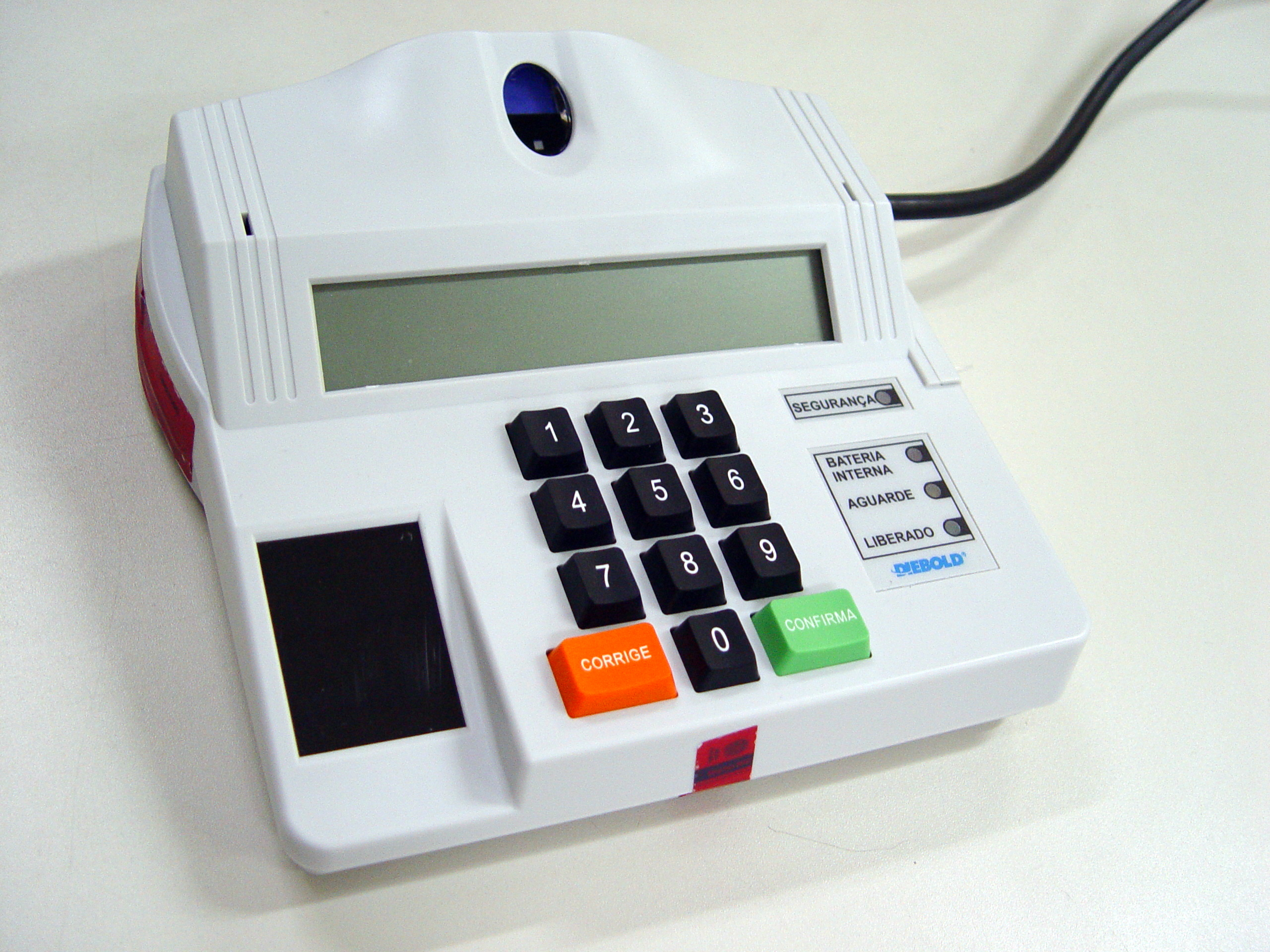
Terminal do mesário

Em caso de não comparecimento, o candidato deverá apresentar uma justificativa, caso contrário, terá uma penalidade cujo  é determinada pelo respectivo juiz eleitoral. O caso será analisado de acordo com cada situação, por isso não existe uma penalidade padrão.
Se no dia da eleição o mesário for faltoso, este sofrerá a aplicação de uma multa cobrada por meio da GRU (Guia de Recolhimento da União). 
Além do treinamento presencial, há a possibilidade do mesário fazer o treinamento a distância, através do site de Educação Corporativa do TSE.

### Voluntários
O programa Mesário Voluntário foi criado em 2004, com o objetivo de incentivar as pessoas a participarem dos serviços eleitorais. Qualquer um pode participar desde que esteja qualificado e apto para realizar satisfatoriamente as suas funções no dia da eleição. Os mesários devem se cadastrar pela internet no site do Tribunal Regional Eleitoral (TRE) do seu estado e a convocação deve ser feita pelo juiz eleitoral em edital divulgado até 60 dias antes das eleições.
Para saber mais sobre o funcionamento do programa, os candidatos devem entrar em contato com a Ouvidoria do TSE.

### Restrições
- Parentes de candidatos até o segundo grau;
- Eleitores menores de 18 anos;
- Membros de partidos políticos que exercem função executiva;
- Autoridades e agentes policiais;
- Pessoas que pertençam ao serviço eleitoral;
- Ocupantes dos cargos de Agente de Segurança Penitenciária, Agente de Escolta e Vigilância Penitenciária e Guarda Civis Municipais;[13]